# Las nuevas aventuras de Huckleberry Finn

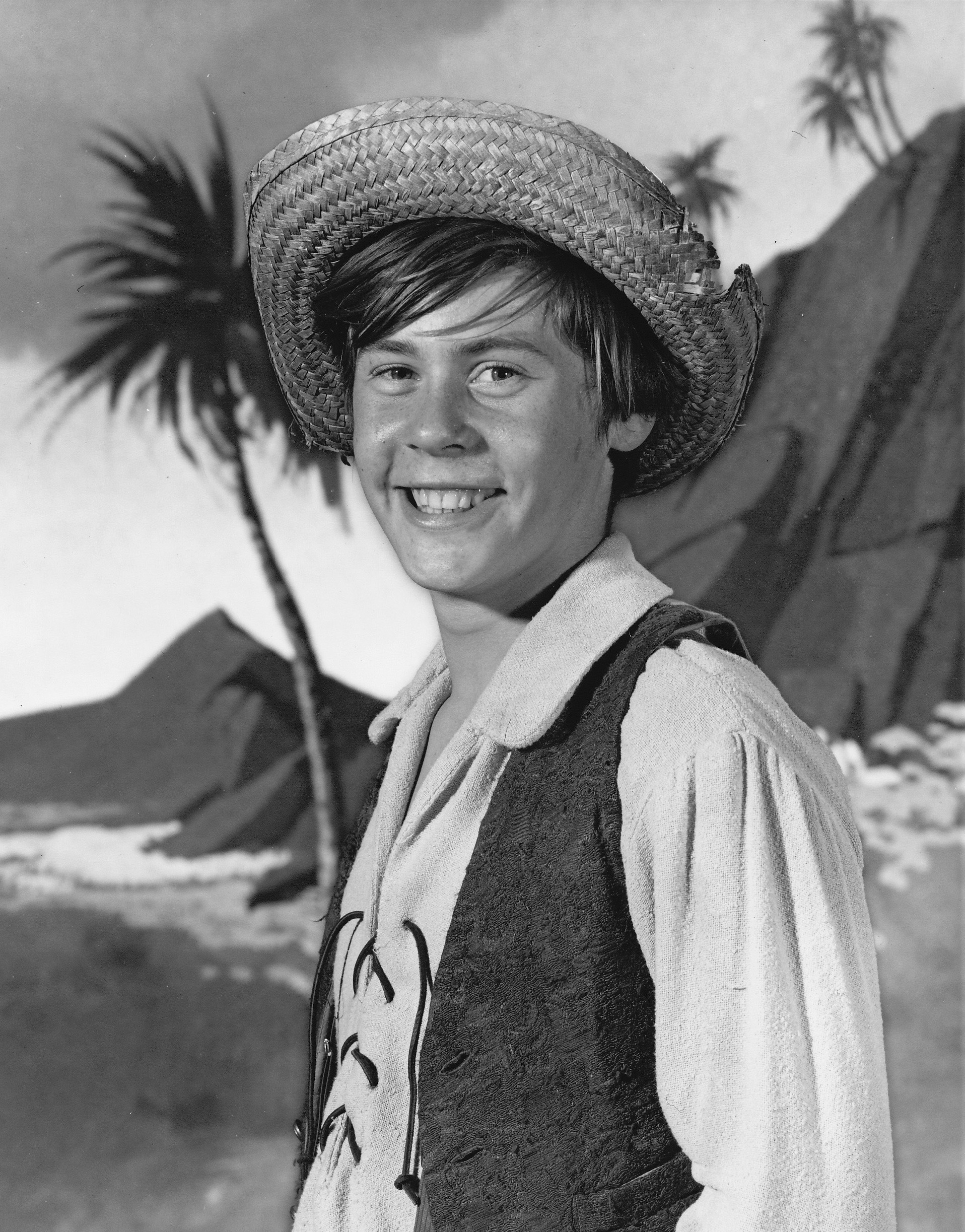
Michael Shea (Huck Finn)

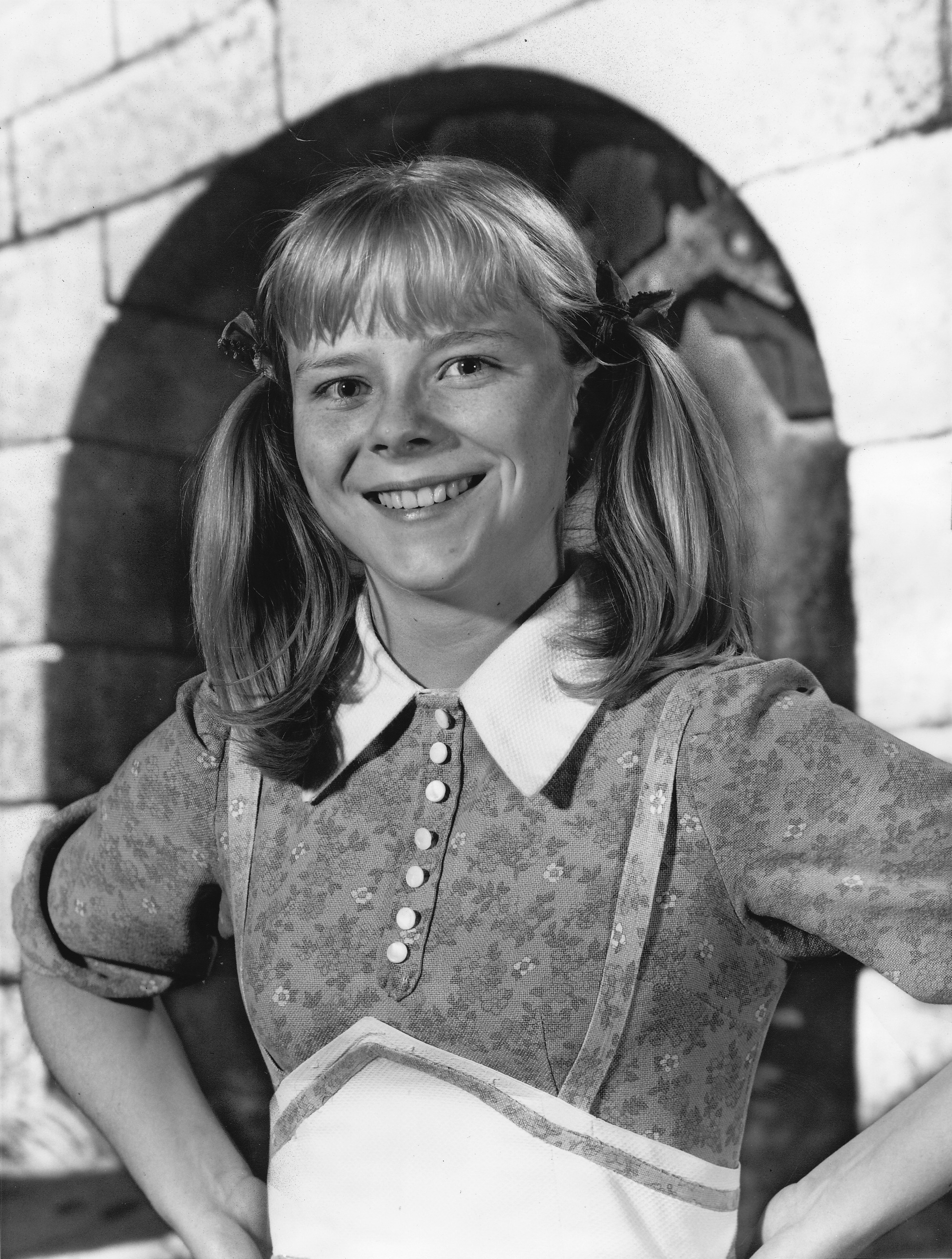
LuAnn Haslam (Becky)

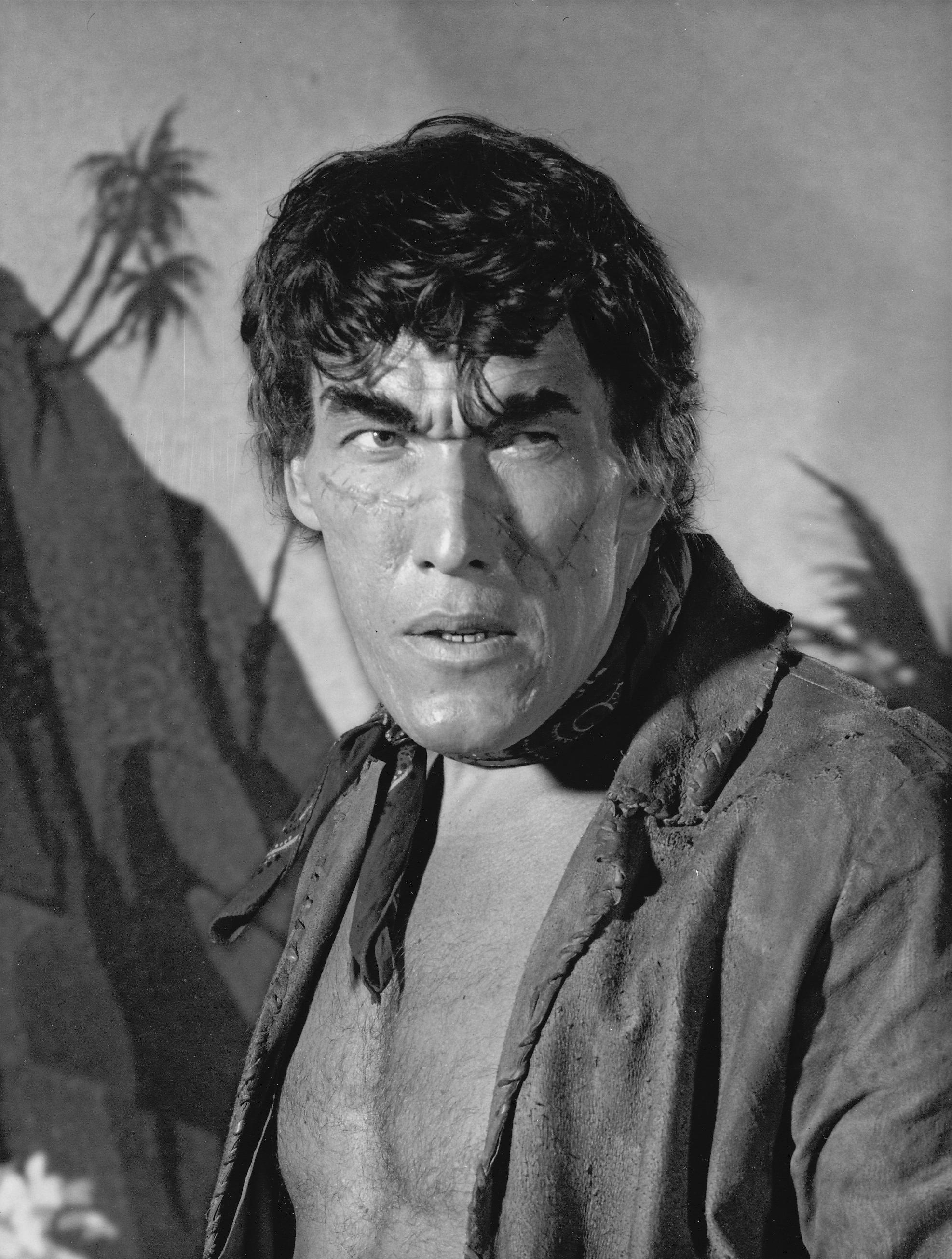
Ted Cassidy (Indio Joe)

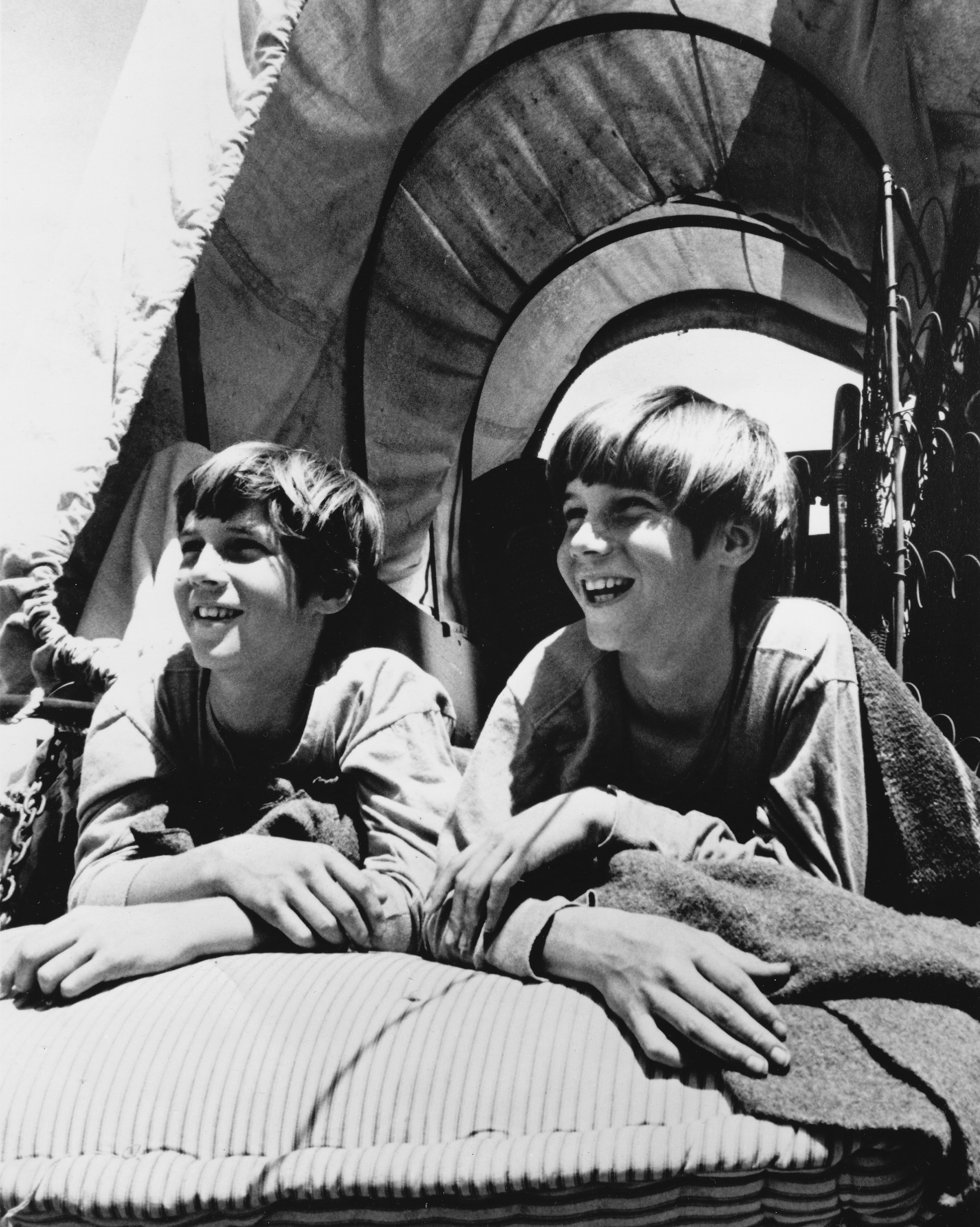
Kevin Schultz (Tom Sawyer) y su hermano gemelo Keith

Las nuevas aventuras de Huckleberry Finn es una serie de animación y de actores conjuntamente que fue puesta en el aire por la NBC el 15 de septiembre de 1968. Producida por la Hanna-Barbera y basada en los personajes clásicos creados por Mark Twain. El programa estaba protagonizado por tres actores en sus roles de  Huck Finn (Michael Shea), Becky Thatcher (LuAnn Haslam), y Tom Sawyer (Kevin Schultz), viviendo semanalmente aventuras en paisajes de animación, en su intento por ponerse a salvo del vengativo Indio Joe (doblado por Ted Cassidy). Luego de que el programa fuera emitido originalmente, la serie pasó a formar parte del Show de los Banana Splits y sus amigos.

## Producción
En febrero de 1967, la compañía Hanna-Barbera Productions anunció que estaba en proceso de desarrollar seis nuevas series animadas. De acuerdo con Los Angeles Times, esas series eran Moby Dick y Mighty Mightor, Zartan (también llamado: The Herculoids), Shazzan, Samson & Goliath, Los 4 fantásticos y Las nuevas aventuras de Huckleberry Finn. En una entrevista en el año 2005 LuAnn Haslam destacó que la película de Gene Kelly Jack and the Beanstalk, en la cual el actor aparecía bailando junto a diversos personajes animados, sirvió como ensayo para combinar la tecnología de actores en vivo con animación, diciendo "la NBC tenía que ser convencida de que la combinación de actores y cartoons podía funcionar. Fue un gran suceso y por lo tanto la NBC siguió adelante con nuestra serie".
Para esa época, Las nuevas aventuras de Huckleberry Finn fue la primera serie de televisión semanal en combinar la actuación de actores con dibujos animados. Durante el desarrollo de la serie, William Hanna y Josep Barbera dejaron en claro que fue el show de media hora más caro que se había puesto en pantalla.
En una entrevista con el columnista Hal Humphrey, William Hanna expresó sus altas esperanzas por la innovación del nuevo concepto diciendo, "Cuando tu hablas del mundo de los cartoons la gente piensa en los niños solamente, y nosotros nos autolimitamos, pese a que está lleno de adultos que miran cartoons. Pensamos que combinar la acción en vivo con cartoons le dará a nuestra compañía una identificación especial", con Josep Barbera añadiendo "¿Y tu sabes que la ropa de ese período está de moda hoy en día? Los niños están usando el mismo estilo de calzado que Tom y Huck usaban entonces".
Luego de que NBC le diera luz verde a la serie, los preparativos comenzaron para encontrar a los jóvenes que retrataran a los tres personajes. En 2005  Haslam remarcó que el show fue producido por ambas compañías, la Hanna-Barbera y la NBC. Como resultado hubo un montón de gente feliz cuando comenzó a buscarse a los protagonistas. Del modo que yo lo entiendo, Hanna-Barbera emitió el show y envió una especie de test en pantalla a los ejecutivos de la NBC en New York. A la NBC no le gustó las elecciones que habían hecho. Ellos decidieron que los protagonistas fueran más jóvenes. Entonces Hanna-Barbera tuvieron que comenzar todo nuevamente had to start all over again." Acorde a sus directivas, la Hanna-Barbera y la NBC eventualmente encontraron el "Huck" ideal en un joven actor veterano de 14 años, Michael Shea, seleccionándolo de entre 1,300 jóvenes. La recién llegada LuAnn Haslam de 14 años, fue elegida para el papel de "Becky".
Completando los actores de la serie Kevin Schultz de 13 años fue seleccionado para el papel de "Tom". En ese entonces Schultz era bien conocido for protagonizar la serie televisiva del género western The Monroes junto a su hermano gemelo Keith. Y finalmente el actor Ted Cassidy fue seleccionado para la voz del antagonista animado "Indio Joe".
Teniendo a los tres jóvenes actores en su lugar, el complicado proceso fílmico comenzó. Durante los meses que la serie estuvo en producción, cada día de filmación comenzaba a las 9:00 a. m.. Bajo las leyes de California de aquel entonces, los niños actores deberían atender sus clases escolares tres horas diarias y los períodos de instrucción debían durar no menos de 20 minutos cada uno.Cuando se le preguntó sobre el proceso de filmación a Michael Shea, el describió un día promedio en el set diciendo, "Primero nosotors teníamos nuestro vestuario y entonces nos iríamos a la escuela mientras la escena estaba siendo montada. Por coincidencia todos nosotros teníamos las mismas asignaturas, entonces se nos enseñaba conjuntamente." Las escenas de los jóvenes actores se filmaban frente a una magnífica pantalla azul (precursora de la moderna pantalla verde de CGI) y los fondos y personajes animados eran realizados más tarde. Una técinca aún en sus etapas de comienzo en la que a los actores les era requerida la maestría de involucrarse en una conversación sin tener al personaje animado con el cual interactuar.

## Premisa
El episodio piloto abría con un prólogo con actuaciones en vivo el cual sería la premisa para el resto de la serie. "Está anocheciendo en Hannibal, Missouri y los personajes clásicos de Twain, la tía Polly (tía de Tom) y la señora Thatcher (la madre de Becky) aparecen preocupadas por lo tarde que se les está haciendo a los jóvenes para regresar a sus casas. En la siguiente escena vemos a los tres protagonistas, Huckleberry Finn (Michael Shea), Becky Thatcher (LuAnn Haslam) y Tom Sawyer (Kevin Schultz) tomando un atajo a sus casas a través del cementerio del pueblo, donde son encontrados por el Indio Joe (Ted Cassidy). Furioso con Tom por haber testificado contra él en la corte, por verlo asesinar al Doctor Robinson, Injun Joe persigue a los tres jóvenes hasta adentro de las cuevas de McDougal. Como los chicos huyen de él, un agresivo Indio Joe clama venganza gritándoles "¡Ustedes nunca escaparán de mi! ¡No importa donde vayan, los encontraré!".
Una vez dentro de las galerías de la cueva los tres jóvenes se encuentran perdidos. En algún punto Tom y Huck no se ponían de acuerdo hacia qué lado tomar para huir.
Pese a que en la serie nunca vimos a los tres jóvenes salir de la cueva, presuntamente encontraron la manera de hacerlo, ya que en cada episodio nos encontramos conque los tres héroes ahora habitan un mundo animado.
A lo largo de la serie, los jóvenes se embarcan en una búsqueda por regresar con sus familias a Hannibal, Missouri, viajando a varias tierras exóticas animadas, como islas tropicales, el desierto egipcio, ciudades aztecas etc, y haciendo amistad o huyendo de un sinnúmero de personajes animados como leprechauns; piratas; hechiceros etc. Cada episodio, además, es protagonizado por un enemigo animado que tiene una semejanza misteriosa con el indio Joe (con la voz de Cassidy). Esta semejanza no es desapercibida por los tres jóvenes, que rutinariamente se sorprenden ante el parecido que mantienen con su némesis de su tierra natal; de todas maneras ninguna explicación es ofrecida respecto a cómo o por qué el indio Joe es capaz constantemente de estar un paso delante de ellos y de asumir tantas personalidades. Como la serie solo duró una temporada, nunca se vio un episodio explicando cómo o si efectivamente, los tres chicos alguna vez regresaron a su hogar o bien se trató todo de alguna clase de sueño surrealista.

### Una posible explicación del misterio
En algunas de las ediciones de la novela Las Aventuras de Tom Sawyer en español, se hace referencia precisamente a este último hecho. Tom y a veces Huck tenían a diario pesadillas todas protagonizadas por el indio Joe. Por otra parte, en dicha novela, los protagonistas entran y salen en repetidas ocasiones de la cueva de McDougal, incluso Tom y Huck deciden montar allí la guarida de su banda junto a otros amigos y es Joe el indio quien perece en su interior cuando el juez Tatcher manda a clausurar la cueva. Si bien la serie es una historia alternativa basada en los personajes y hechos de las novelas clásicas de Mark Twain, dado que el indio Joe está vivo y en busca de venganza, los hechos de la serie deben de situarse luego del juicio a Muff Potter, donde Tom expone la culpabilidad de Joe, y antes de que Tom y Huck descubrieran que el indio Joe estaba vivo, tenía un cómplice y buscaba vengarse de ellos. En el inicio de la serie en su versión en español, Huck comenta que él y Tom conocían bien la cueva pero igualmente se extraviaron, algo que tiene su paralelo en la novela ya que Tom conocía alguna de las galerías de la cueva de McDougal aunque no su totalidad. Posteriormente Tom y Becky entran en la cueva de McDougal juntos, donde se encuentran con el indio, período en el cual Joe seguía prófugo de la justicia.

## Protagonistas

### Elenco
- Michael Shea como Huck Finn

- LuAnn Haslam como Becky Tatcher

- Kevin Schultz como Tom Sawyer

- Ted Cassidy como Joe el indio

- Dorothy Tennant como la señora Tatcher

- Anne Bellamy como la Tía Polly[19][20]

## Recepción
La reacción inicial general fue positiva, con críticas elogiando la técnica combinada de la Hanna-Barbera de dibujos animados y actuaciones en vivo, mientras que reconociendo que la serie guarda poco parecido con las historias originales de Mark Twain, el crítico del  jornal de Milwaukee, Wade Mosby sintió que la serie era disfrutada por la audiencia a la que estaba dirigida, describiéndola como "tres jóvenes protagonistas que acaparan la atención continuamente""Hay un montón de actividad, algo de emoción y risas y, dejando de lado la introducción, muy poca violencia".
The Newburgh Evening News además esperaba que el show fuera popular en la audiencia joven, escribiendo, "A los más jóvenes les encantará este show" y a la siguiente semana continuó "la combinación de animación con actuaciones en vivo es excelente" al mismo tiempo que particularizaba que  la joven LuAnn era una "afortunada robadora de escenas". De todas maneras el crítico del Telegram News Service, Kathy Brooks se expresó desfavorablemente en el manejo de la Hanna-Barbera por los personajes del amado Mark Twain, diciendo "Vergonzozo lo de Hanna-Barbera. Ellos tomaron los personajes de Mark Twain y al contrario de la tradición de Twain, los blanquearon como ciudadanos rectos sin ningún tipo de picardía, ni los encantadores pensamientos originales. Michael Shea interpreta a Huck y es muy difícil encontrar a un Huck que luzca más frescamente aseado que el de él; Kevin Schultz interpreta a Tom y lo mismo puede decirse para él. Ningún padre digno debería dejar que sus hijos piensen que la versión de TV de Tom, Huck o Becky es la real de los personajes de Twain"
Los domingos a la noche la serie ganó una audiencia mayor que es sus emisiones matutinas, y los tres jóvenes protagonistas se convirtieron en ídolos juveniles de ese momento. La serie se pudo al aire en 15 países y los tres actores eran constantemente requeridos para hacer presentaciones y encuentros con fanes a lo largo de todo Estados Unidos, durante el estreno original del programa.  Golden Ky Comics editó una revista con el capítulo de la serie, "La maldición de Thut" por el mismo tiempo en que dicho capítulo era estrenado. 
El estreno del episodio final de la temporada fue el 23 de febrero de 1969. Luego la serie pasó a formar parte del show de "los Bananas Splits y sus amigos" convirtiéndose en un show bien conocido para las siguientes generaciones.